# Провулок Івана Мар'яненка
Прову́лок Іва́на Мар'я́ненка — провулок у Печерському районі міста Києва, місцевість Клов. Пролягає від Кловського узвозу та вулиці Мечникова до тупика.
У кінцевій частині сполучається сходами з провулком Костя Гордієнка.

## Історія
Провулок виник у середині XX століття, був частиною провулку Чекістів. У 1963 році виділений в окремий провулок під сучасною назвою на честь українського актора та режисера Івана Мар'яненка, у 1981 році було уточнене місце розташування провулку.

## Відомі мешканці
У будинку № 11/12 з 1960 по 1980 рік жив Лев Громашевський, вчений-епідеміолог, академік, Герой Соціалістичної Праці.
В будинку № 14 проживали у квартирах:
- 03 — Карпушевський Василь Михайлович — живописець;
- 04 — Широков Анатолій Георгійович — живописець, графік, плакатист;
- 06 — Базилєв Микола Іванович, Базилєв Сергій Миколайович,  Бізюков Онуфрій Терентійович — живописці;
- 07 — Гуєцький Семен Натанович — живописець;
- 09 — Яблонська Тетяна Нилівна — живописець,

графік;
- 10 — Чепик Михайло Максимович, Чепик Сергій Михайлович — живописці; Сабонеєва Людмила Давидівна — скульптор;
- 11 — Носко Петро Васильович — живописець;
- 13 — Міляєва Людмила Семенівна — мистецтвознавець; Подерв'янський Сергій Павлович — живописець, графік; Подерв'янський Олександр Сергійович  —  художник, автор сатиричних п'єс;
- 14 — Кравченко Віталій Семенович — живописець, графік;
- 15 — Задорожний Іван-Валентин Феодосійович — живописець, плакатист;
- 18 — Капітан Леонід Олексійович — графік, плакатист;
- 19 — Бондарович Анатолій Мартинович — живописець, графік;
- 20 — Данченко Олександр Григорович — графік; Данченко Олександра Степанівна — мистецтвознавець;
- 21 — Макогон Іван Васильович — скульптор[5];
- 23 — Антончик Михайло Владиславович — живописець;
- 24 — Пономаренко Анатолій Федорович — театральний художник, графік, медальєр;
- 25 — Котляр Григорій Кирилович, Сороколєтов Гаврило Володимирович — живописці;
- 26 — Суботіна Антоніна Іванівна — скульптор;
- 27 — Кружков Ілля Маркович — живописець, графік, плакатист;
- 28 — Бабенцов Віктор Володимирович — живописець;
- 29 — Прокопов Євген Йосипович — скульптор; Прокопов Йосип Федорович — живописець;
- 30 — Лопухов Олександр Михайлович — живописець; Лопухова Надія Йосипівна — графік;
- 31 — Філонюк Микола Купріянович — живописець;
- 63 — Німенко Андрій Васильович — скульптор, графік, мистецтвознавець; Членова Лариса Григорівна — мистецтвознавець;

## Зображення

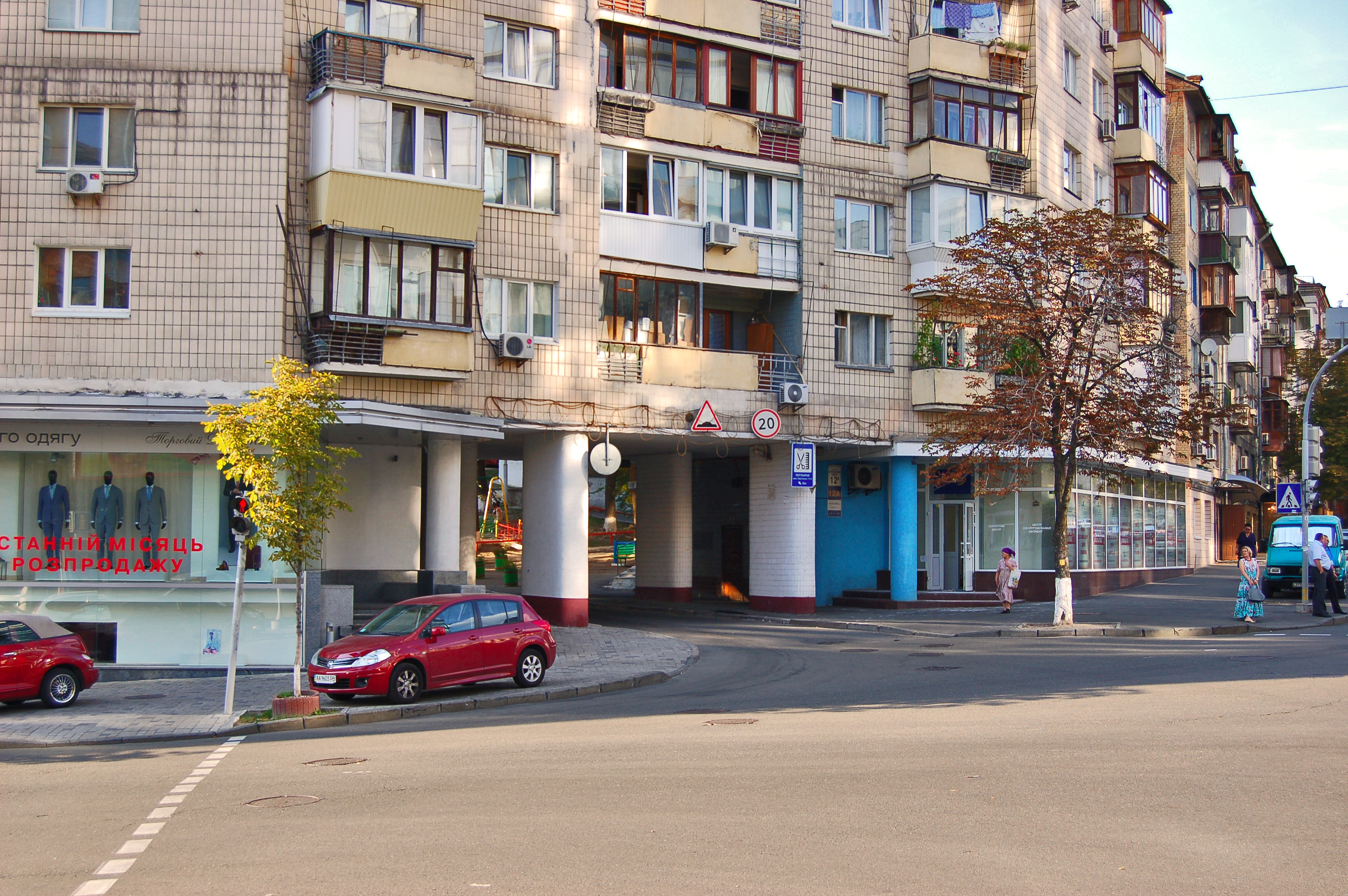
Проїзд до провулку з боку вулиці Мечникова
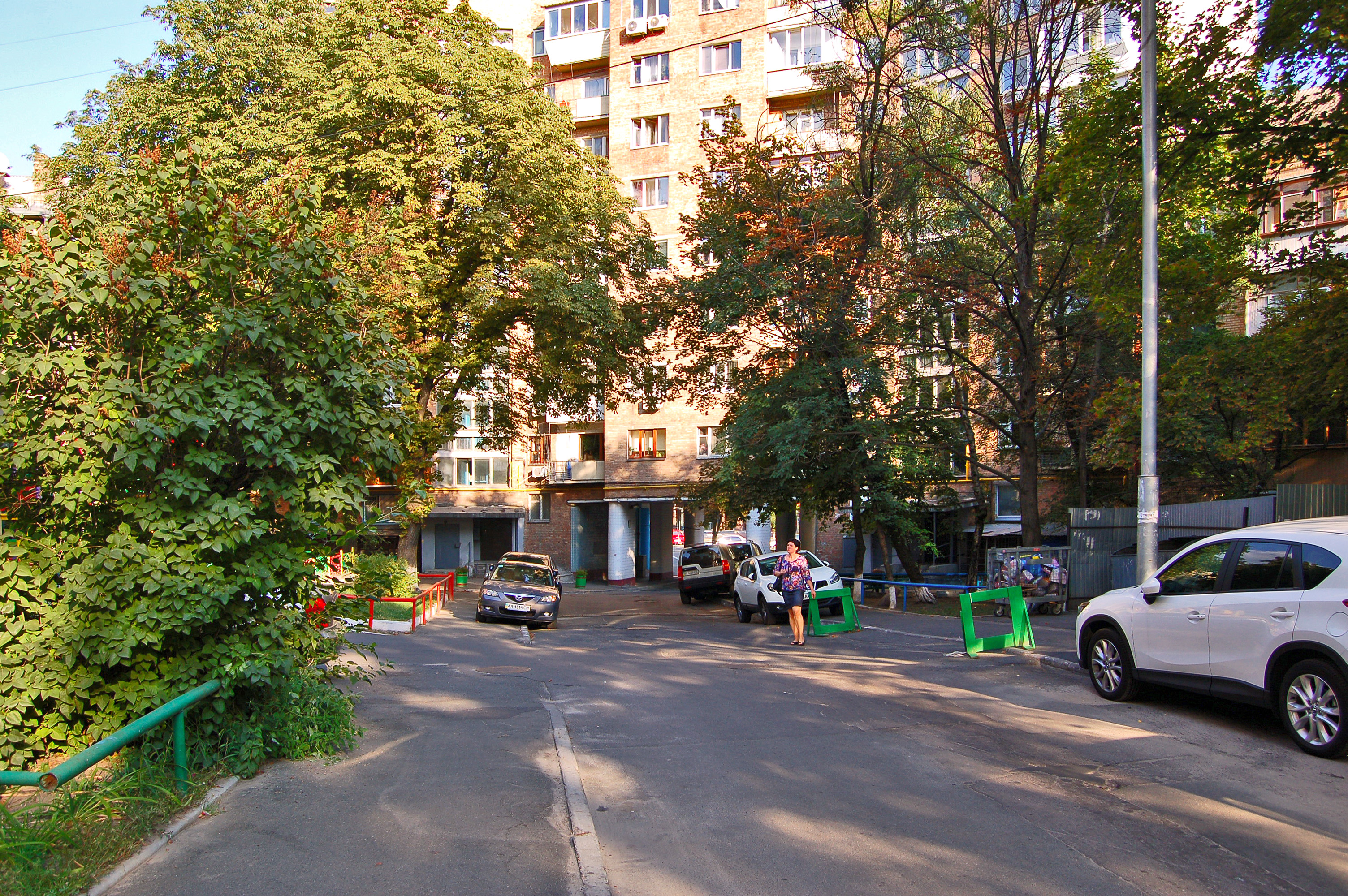
Початкова частина провулку
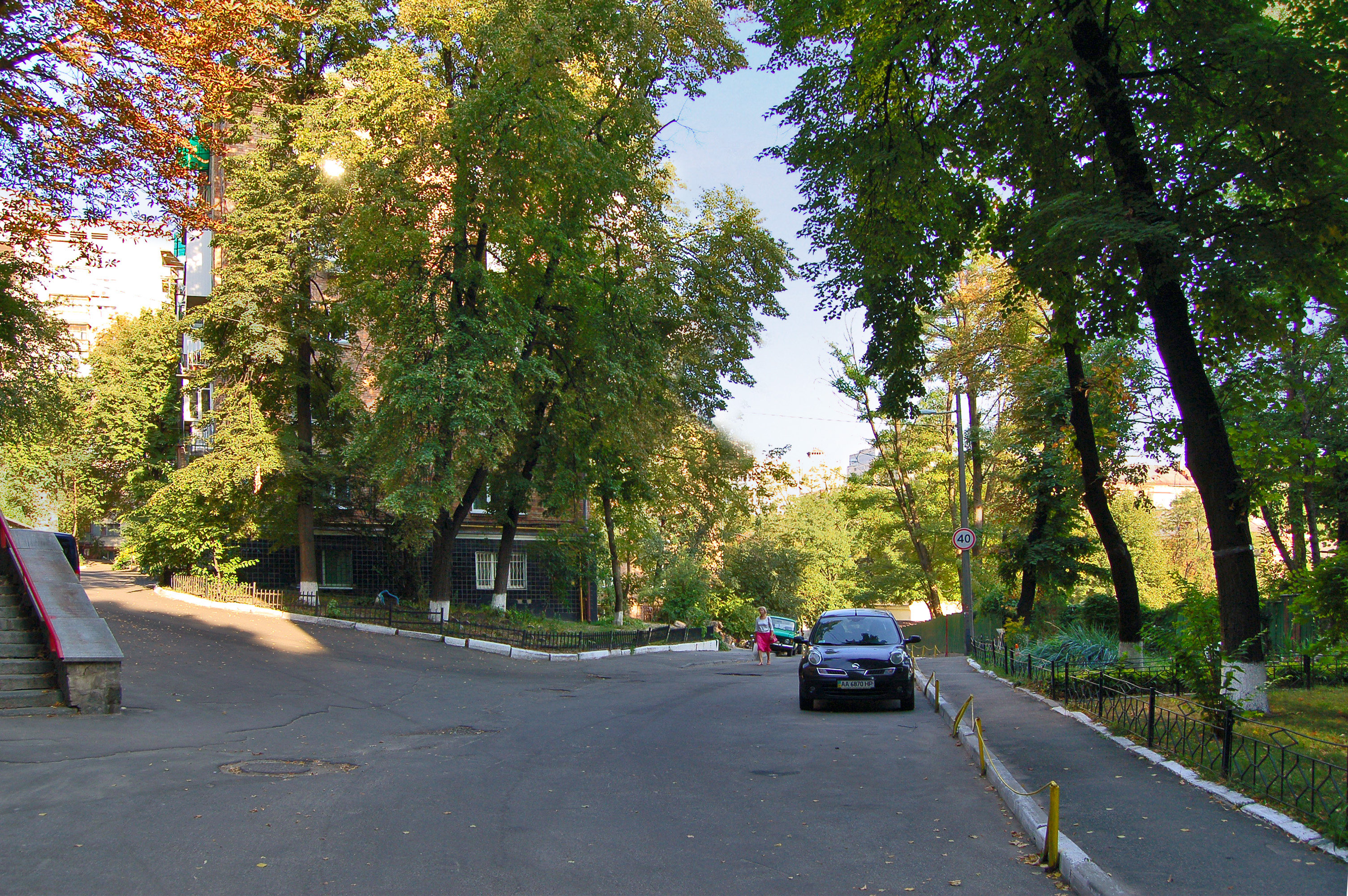
Кінцева частина провулку
Меморіальна дошку Льву Громашевському
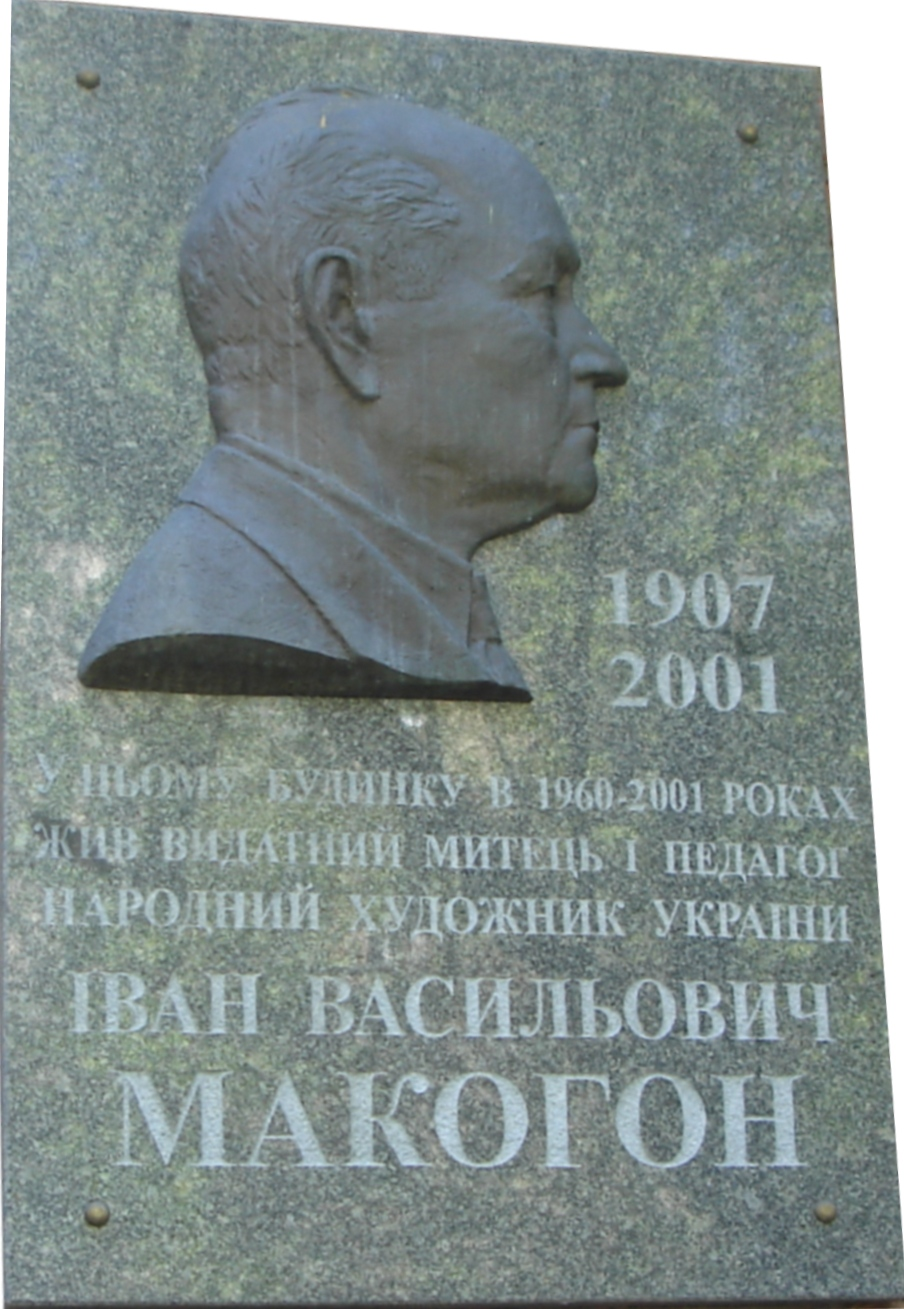
Меморіальна дошка на честь художника Івана Макогона
Меморіальна дошка на честь художниці Тетяни Яблонської